# 星薬科大学
星薬科大学（ほしやっかだいがく、英語: Hoshi University）は、東京都品川区荏原2-4-41に本部を置く日本の私立大学。1911年創立、1950年大学設置。大学の略称は星薬（ほしやく）。

## 概要

### 大学全体

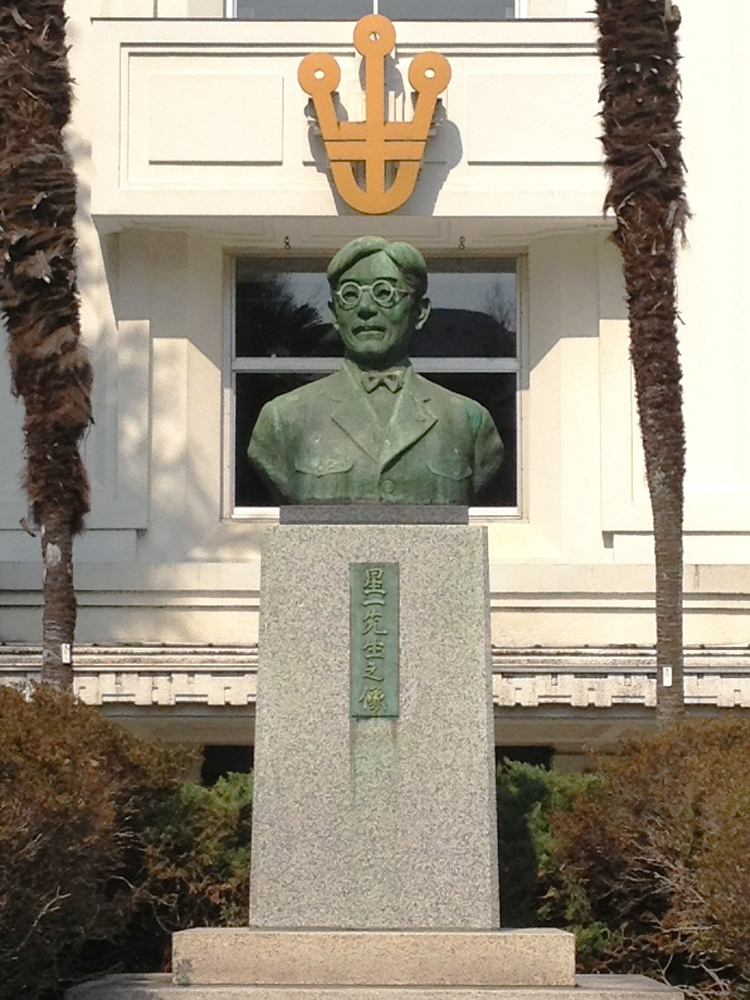
星薬科大学にある星一の銅像

- 薬学部のみの単科大学（薬科大学）である。創設者は実業家兼政治家 で、「東洋の製薬王」と呼ばれた星一（SF作家星新一の実父）であり、星の名前が校名となっている。
- 本学の設立母体となった星製薬株式会社や関連法人の株式会社テーオーシー、株式会社ホテルニューオータニとの関連が深く、歴代理事長は一部を除き大谷家から選出されている。
- 本学は役員（理事・監事）の報酬が月額25,000円と、国公立大学と比較しても極めて低いことも大きな特徴の一つである。[1]
- 本館は、チェコ出身のアントニン・レーモンドが設計し、1924年に完成した。階段がなく、緩やかなスロープが階段の役割を担っているのが特徴である。チェコ・キュビズムやフランク・ロイド・ライトの影響を受けている[2]。

## 沿革
- 1911年 (明治44年) - 創立者星一が星製薬株式会社を設立し、社内に教育部門を設ける。
- 1921年 (大正10年) - 星薬業講習会を開始。
- 1922年 (大正11年) - 星製薬商業学校創設。
- 1924年 (大正13年) - 大講堂建設竣工。
- 1941年 (昭和16年) - 専門学校令による星薬学専門学校設立認可。初代理事長、星一。初代校長、山口誠太郎。
- 1943年 (昭和18年) - 本館大壁画（薬狩，鹿茸狩）完成。
- 1945年 (昭和20年) - 戦災によって校舎の一部を焼失する。アメリカ進駐軍により校舎が接収され、星製薬株式会社内の仮校舎で授業を継続する。
- 1946年 (昭和21年) - 男女共学制となる。
- 1949年 (昭和24年) - 米軍による本校舎の接収解除。
- 1950年 (昭和25年) - 星薬科大学が設立（薬学科）。
- 1951年 (昭和26年) - 星一、ロサンゼルスで死去。
- 1958年 (昭和33年) - 卒論の制度出来る。
- 1962年 (昭和37年) - 指導教授制出来る。
- 1963年 (昭和38年) - 衛生薬学科が設立されて2学科制となる。
- 1967年 (昭和42年) - 5号館（大学院研究棟）竣工。
- 1969年 (昭和44年) - 大学院修士課程設置。
- 1970年 (昭和45年) - 図書館竣工。
- 1971年 (昭和46年) - 長野県湯の丸高原に星山荘竣工。
- 1973年 (昭和48年) - 2号館（学生実習館）竣工。
- 1975年 (昭和50年) - 大学院博士課程設置。
- 1976年 (昭和51年) - 新女子寮竣工。
- 1979年 (昭和54年) - 本館が日本建築学会より「近代日本の名建築」に指定される。
- 1983年 (昭和58年) - 国際複素環化学会議が本校で開催される。
- 1984年 (昭和59年) - 国際包接化学会議が本校で開催される。
- 1986年 (昭和61年) - 医薬品化学研究所及び6号館竣工。
- 1987年 (昭和62年) - 北京医科大学薬学院（現在の北京大学医学部薬学院）と姉妹校締結。
- 1991年 (平成3年) - 創立80周年記念式典を開催する。
- 1993年 (平成5年) - 7号館竣工。
- 1994年 (平成6年) - 新動物センター竣工。
- 1995年 (平成7年) - 大学発祥の地モニュメント完成。
- 1996年 (平成8年) - 星薬科大学21世紀創造シンポジウム始まる。星薬科大学公開講座始まる。
- 1997年 (平成9年) - 大学院昼夜開講制始まる。ハイテク・リサーチ・センター竣工。
- 2000年 (平成12年) - 大学院修士・博士課程に医療薬科学専攻設置。
- 2001年 (平成13年) - 新星館竣工。星薬科大学創立90周年記念式典開催。学術フロンティア推進事業に着手。
- 2002年 (平成14年) - 本館大改修工事竣工。
- 2003年 (平成15年) - 米国テキサス大学オースティン校と姉妹校締結。
- 2004年 (平成16年) - 第2新館竣工。
- 2006年 (平成18年) - 薬学科（6年制）・創薬科学科（4年制）設置。インドネシア・アイルランガ大学薬学部と学術交流協定締結。
- 2007年 (平成19年) - スウェーデン・ウプサラ大学薬学部と学術交流協定締結。タイ・チュラロンコーン大学薬学部・理学部と学術交流協定締結。
- 2009年 (平成21年) - マレーシアプトラ大学と学術交流協定締結。台湾嘉南薬理科技大学と学術交流協定締結。
- 2010年 (平成22年) - 大学院修士課程（総合薬科学専攻）設置。百年記念館竣工。
- 2011年 (平成23年) - 創立100周年[3]。大学基準協会より機関別認証評価の認定をうける[4]。
- 2012年 (平成24年) - 大学院博士課程（薬学専攻:4年制・総合薬科学専攻）設置。
- 2018年 (平成30年) - 8号館竣工。

## 学部・学科
- 薬学部
  - 2005年（平成17年）度以前入学（入学時ではなく、所属した教室、研究室により決められる）
    - 薬学科
    - 衛生薬学科

  - 2006年（平成18年）度以降入学
    - 薬学科（6年制・薬剤師国家試験受験資格有り）
    - 創薬科学科（4年制・薬剤師国家試験受験資格無し・研究者養成が主）

## 大学院・専攻
- 薬学研究科
  - 総合薬科学専攻修士課程（博士前期課程:2年制）
  - 総合薬科学専攻博士課程（博士後期課程:3年制）
  - 薬学専攻博士課程（4年制）

## 研究機関
- 星薬科大学医薬品化学研究所

## その他
本館（旧星製薬商業学校）は2015年にDOCOMOMO JAPAN選定 日本におけるモダン・ムーブメントの建築に選定されている。